# Asa Sul
Asa Sul es un barrio de la región administrativa de Brasilia, en el Distrito Federal. El Asa Sul fue construida en conformidad con el proyecto de Lucio Costa, el arquitecto que proyectó las primeras coordenadas de lo que sería Brasilia. En su proyecto, él siguió la estructura de una cruz que tenía dos principales ejes de comunicación – Eje Monumental, que va desde el este hasta el oeste y Eje Vial- Residencial, que va desde el norte hasta el sur. El Asa Sul está ubicada en el eje sur, donde tenemos la escala residencial, según el proyecto de Lucio.
Según la escala residencial, el Asa Sul fue proyectada y construida con un nuevo concepto de moradas donde tenemos edificios que en sus alrededores tienen áreas verdes y con algunas unidades de vecindarios que incentivan a los vecinos que se conozcan y que frecuenten las plazas comunitarias y las tiendas que están cerca.
El Asa Sul está compuesta por super cuadras residenciales, cuadras comerciales y cuadras comunitarias para la diversión y ocio de los habitantes. Esas cuadras han sido proyectadas en lo mismo proyecto arquitectónico y por eso tienen la misma arquitectura. La ciudad de Brasilia es un Patrimonio de La Humanidad según la UNESCO.

## Cuadras y Super Cuadras Residenciales
En cada Super Cuadra hay edificios que se llaman bloques y están divididas de 100 en 100. Las Super Cuadras 100, 200 y 300 tienen 11 edificios residenciales con 6 pisos – esa idea fue de Lucio Costa que tuvo inspiración en los edificios haussmanianos en París. Ya en la Super Cuadra 400 los edificios tienen solamente 3 pisos. En las Cuadras 700 hay solamente casas a excepción de la Cuadra 714 donde hay edificios de 2 pisos. Entre las Super Cuadras hay cuadras comerciales donde se ubican tiendas, bares, restaurantes y discotecas.
Super Cuadras Residenciales 100 (102 a 116): Cuadras que tienen solamente edificios residenciales.
Super Cuadras Residenciales 200 (202 a 216): Cuadras que tienen solamente edificios residenciales.
Super Cuadras Residenciales 300 (302 a 316): Cuadras que tienen solamente edificios residenciales.
Super Cuadras Residenciales 400 (402 a 416): Cuadras que tienen solamente edificios residenciales.
Super Cuadras Residenciales 600 e 900 (601 a 616; 901 a 916): Cuadras donde hay escuelas e iglesias.
Super Cuadras Residenciales 700 (702 a 716): Cuadras que tienen solamente casas a excepción de 714, donde hay edificios de 2 pisos.
Sector de Embajadas Sur (801 a 816): Cuadras donde hay representaciones extranjeras.

## Infraestructura
El Asa Sul tiene una infraestructura muy buena con alternativas de ocio, moradas, educación, etc. Hay 2 grandes centros comerciales - Pátio Brasil Shopping, o Shopping Pier 21 y 2 pequeños - Fashion Mall e Shopping Asa Sul. Además, hay muchas alternativas de supermercados como Carrefour Bairro, Bigbox, Super Maia, Pão de Açúcar o Comper. Hay también en el barrio muchas opciones de boticas, restaurantes, escuelas, parques, iglesias, hoteles de lujo, discotecas, bares y gasolineras. Eres también el barrio que más posee estaciones de metro y la distancia entre Asa Sul y el aeropuerto va desde 7 hasta 15 minutos si vamos en coche.

## Iglesia de Nuestra Señora de Fátima
La Iglesia de Nuestra Señora de Fátima es un símbolo que está ubicado en Asa Sul y fue el primer edificio que construyeron en Brasilia a causa de un pedido hecho por la primera dama de la época - Sarah Kubitscheck. La arquitectura fue hecha por Oscar Niemeyer y los azulejos utilizados en la parte externa de la iglesia fueran hechos por Athos Bulcão y son muy visitados por varias personas cuando van a Brasília. Informalmente los habitantes de Brasília la llaman de Igrejinha.

## Curiosidades
- El barrio de Asa Sul tenemos líneas de metro que va desde la Red Vial del Plan Piloto hasta algunas de las regiones administrativas como Aguas Claras, Ceilândia, Samambaia e Taguatinga.
- Como hay un sistema de metro, el barrio es muy frecuentado por los habitantes de las ciudades de alrededor de Brasilia.
- La región es la favorita de los habitantes más tradicionales y que se encantan y defienden la preservación del proyecto original de Lucio Costa.
- El bloque más antiguo de la región de Plan Piloto está ubicado en Ala Sue en la Cuadra 108.